# Murray Louis
Murray Louis est un danseur, chorégraphe et pédagogue américain né à Brooklyn (New York) le 4 novembre 1926 et mort le 1er février 2016 à New York .

## Biographie
La carrière de Murray Louis est grandement influencée par le chorégraphe Alwin Nikolais, qu'il rencontre en 1949 lors d'un cours d'été donné par Hanya Holm. Il devient alors soliste pour la compagnie du chorégraphe avant de fonder en 1953 la Murray Louis Dance Company. Il devient par la suite codirecteur, avec Alwin Nikolais, de la Nikolais - Louis Foundation for dance, une organisation réunissant Nikolais Dance Theatre, Murray Louis Dance Company ainsi qu'une école.
Parallèlement à ses activités de danseur et chorégraphe, Murray Louis publie des essais, réalise des vidéos (Murray Louis in Concert) et des films (Dance as an Art Form, The World of Alwin Nikolais).
Dans les années 1960, son talent de danseur et de chorégraphe a été présenté à la télévision en réseau pour le CBS Repertoire Worhshop. En 1968, par exemple, il était le principal soliste masculin dans une performance de la danse Alwin Nikolais Limbo - qui combinait des éléments de danse avec des effets spéciaux télévisés superposés.
De 1975 a 1978, il collabore avec Rudolf Noureev pour qui il crée 3 ballets, Moment, Vivace et La Vénus de Brighton
En 2006, il reçoit un American Dance Festival Award pour l'ensemble de sa carrière.
Ses cendres reposent au cimetière du Père-Lachaise (case n°6627), auprès de celles d'Alwin Nikolais.

## Œuvres principales
- Calligraph for Martyrs (1961)
- Factes (1962)
- Landscapes (1964)
- Proximities (1969)
- Continuum (1971)
- Personae (1971)
- Hoopla (1972)
- Moment (1975)
- Vivace (1978)
- La Vénus de Brighton (1978)